# Antitrogus carnei
Antitrogus carnei är en skalbaggsart som beskrevs av Britton 1978. Antitrogus carnei ingår i släktet Antitrogus och familjen Melolonthidae. Inga underarter finns listade i Catalogue of Life.